# Вільям Ліллі
Вільям Ліллі (англ. William Lilly; 11 травня [O.S.1 травня] 1602 — 9 червня 1681) — видатний англійський астролог і окультист XVII ст. Ліллі, якого друзі називали «англійським Мерліном», переважно практикував хорарну астрологію, що займається пошуком відповіді на конкретне поставлене запитання, використовуючи час народження самого запитання, а не час народження людини. Його книга «Християнська Астрологія» і зараз залишається одним з найкращих підручників з хорарної астрології. Також Ліллі відомий як автор мунданих прогнозів для англійської монархії, оскільки він жив у часи революційних потрясінь і консультував у тому числі людей з вищих верств суспільства. В астрології був талановитим самоуком, ефективним практиком і новатором.

## Біографічні дані

### Ранні роки
Вільям Ліллі народився 1 травня 1602 року у родині Вільяма Ліллі, дрібного землевласника, у місті Дайсворт, розташованому на північному заході графства Лестершир, Англія. У віці 12 років малого Вільяма віддали на навчання до класичної гімназії у місті Ешбідел, де він отримав знання латинської та грецької мов і основ івриту, що допомогло йому в подальшому вивчати різноманітні джерела класичної астрології. У 1620 році через фінансову скруту у родині Ліллі вирішує залишити рідне місто і переїхати у Лондон, де стає помічником родини Ґільберта Райта. Через декілька років той помирає, а його вдова пропонує Ліллі зайняти місце померлого чоловіка. У вересні 1627 року відбулося весілля і щасливий шлюб тривав 6 років. У 1632 році після знайомства з Ерайзом Евансом (валійським провидцем і магом) Ліллі починає серйозно займатися астрологією і магією, але залишає свого вчителя після того, як викриває його у підробці астрологічних суджень. Він продовжує самостійно вивчати астрологію і збирати бібліотеку класичних творів. У жовтні 1633 року помирає його дружина Ґрейс, залишивши йому у спадок ₤1000. 18 листопада 1634 року Ліллі знову одружується і стає досить заможною людиною. Незважаючи на астрологічну практику та багатообіцяючих учнів, Ліллі перебуває у пригніченому настрої, стан його здоров'я різко погіршується, він спалює всі свої магічні книги та весною 1637 року залишає Лондон. Місцем свого проживання він обирає містечко Хершем на Темзі.

### Зрілі роки
У вересні 1641 року Вільям Ліллі повертається у Лондон, де продовжує вивчати астрологію. З 1644 року починає видавати щорічний альманах з астрологічними пророцтвами «Мерлінус Англікус Юніор» («Merlinus Anglicus Junior»), що набуває незвичайної популярності і приносить Ліллі статус провідного астролога Англії. Окрім свого щорічного альманаху, він створив серію астрологічних і провидчих памфлетів. Ліллі передбачив смуту в державі та поділення двору на партії, що стало загрозою для королівської влади. Також він писав про епідемію чуми 1665 року, пожежу у Лондоні 1666 року і заворушення в Ірландії. Роль Ліллі як пропагандиста була надзвичайно важливою в часи Громадянської війни: казали, що сприятливий прогноз Ліллі був вартий цілого десятка полків. Він стверджував, що сам Бог сприяє справі англійського Парламенту, хоча астрологи-роялісти, такі як Джордж Вортон, стверджували подібне стосовно королівської влади. Розпочинається війна астрологічних памфлетів і альманахів.
У 1647 році виходить фундаментальна в 3-х томах праця Вільяма Ліллі під назвою «Християнська Астрологія», що довгий час залишалась найбільш авторитетною у галузі хорарної астрології серед творів, написаних англійською.
Після закінчення Громадянської війни і страти короля Карла I у 1649 році, багато людей були переконані, що розпочинаються нові часи і «сам Господь повернеться на землю, щоб правити особисто». Проте Ліллі розчаровується в Парламенті і відкрито про це говорить в своїх публікаціях.
Ліллі бере активну участь у політичному житті країни, а у 1653 році після виходу альманаху «Передбачення на 1653 рік», де він нерозважливо зауважив, що армія незабаром підкорить собі парламент, Ліллі був заарештований і 30 днів пробув у в'язниці, встигнувши за цей час виправити «помилку» і надати на розгляд Парламенту новий покращений варіант майбутніх подій.
16 лютого 1654 року Ліллі розлучається зі своєю дружиною, а через декілька місяців одружується втретє. Це був щасливий шлюб. Він продовжує займатися приватною астрологічною практикою, надає консультації високим посадовцям та головам іноземних держав і навіть отримує подарунок від короля Швеції, який був вдячний за те, що своїми прогнозами Ліллі посприяв альянсу Англії зі Швецією.
Період Реставрації династії Стюартів (1660 рік) виявився нелегкими для Вільяма Ліллі. У січні 1660 року його знову заарештували, проте за 13 фунтів стерлінгів 6 шилінгів і 8 пенсів він зміг отримати помилування від короля Карла II.

### Останні роки
У 1670 році Ліллі знову їде до Хершема, де починає займатися медичною практикою, отримавши на це дозвіл від архіепископа Шелдона. Місцеве населення називало Ліллі «людиною з золотим серцем», оскільки бідній людині нічого не коштувало отримати у нього пораду або лікування. У 1677 році особистим секретарем і помічником Ліллі стає його названий син Генрі Коулі, англійський астролог, математик і окультист. Коулі працює над перекладом суджень і афоризмів Бонатті і Кардано, що пізніше вийшли з друку під іменем Вільяма Ліллі.
9 червня 1681 року Вільям Ліллі помер від паралічу у містечку Хершем і був похований у церкві Св. Марії, місто Уолтон-он-Темз, графство Суррей.

## «Християнська Астрологія»
«Християнська Астрологія» — головна, фундаментальна праця В. Ліллі. Це одночасно і практичний посібник для досвідчених астрологів, і підручник для початківців, і енциклопедія, яка охоплює астрологічну традицію в усьому її різноманітті. Навіть сьогодні ця книга залишається популярною, особливо серед астрологів, які практикують хорарну астрологію. Вперше з'явилася на світ у 1647 році, друге видання вийшло у 1659 році, а третє, репринтне — вже у 1985 році, після того як британський астролог Олівія Барклей (Olivia Barclay) отримала оригінальну копію «Християнської астрології» і домовилася про її перевидання з британським видавництвом «Регулус» («Regulus»). Після цього робота була перекладена різними мовами.
«Християнська астрологія» складається з 3-х книг: «Вступ до астрології», де надаються базові характеристики планет, знаків і домів, «Вирішення всіх видів питань і запитів» — хорарна астрологія і астрологія декумбітур, і «Вступ до натальних карт», де зібрані методи аналізу гороскопа, у тому числі і прогностичні методи, такі як первинні дирекції, сонячні революції, профекції і транзити. Ця книга містить у собі мудрість і знання практично всіх великих астрологів минулого — від Птолемея і арабів до астрологів епохи Відродження і 17-го століття.
Впродовж своєї астрологічної практики Ліллі опрацював тисячі хорарних карт і переважна кількість його консультацій були успішними. На піку своєї популярності він розбирав приблизно 2 000 питань на рік, починаючи від пошуків викраденої риби і закінчуючи прогнозами результатів політичних баталій. Робочі карти (35 хорарних карт) знаходяться в 2-му томі «Християнської Астрології». Його судження по карті «Вкрадена риба» від 10 лютого 1638 року є шедевром хорарної астрології. Карти відображають і політичні погляди самого В. Ліллі, і домінуючі тенденції того часу, показуючи сутички між республіканцями і роялістами, описуючи конкретні історичні події і конкретних постатей, драматичність релігійних відносин, пошуки філософського каменя та багато іншого.